# Havøysund (nationale toeristenweg)

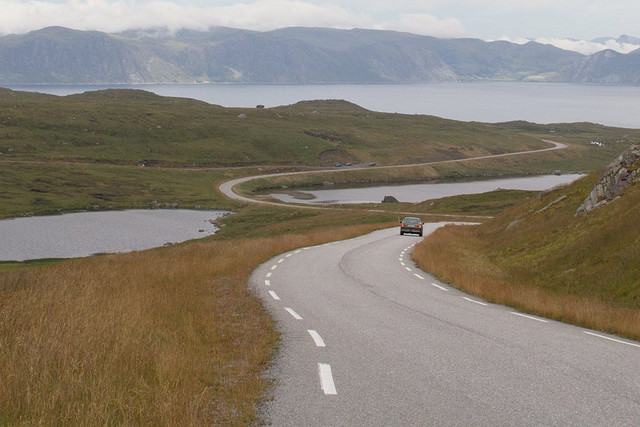

Havøysund is een nationale toeristenweg in Noorwegen. De bewegwijzerde route is 67 kilometer lang en loopt van Kokelv tot Havøysund. Stopplaatsen zijn Selvika, Snefjord, Lillefjord, Storberget.